# Buti
Buti es una localidad italiana de la provincia de Pisa, región de Toscana, con 5.759 habitantes.

## Evolución demográfica
| Gráfica de evolución demográfica de Buti entre 1861 y 2001 |
|                                                            |
| Fuente ISTAT - Elaboración gráfica por parte de Wikipedia  |